# Foetz
Foetz (lb. Féiz, d'Féiz, op der Féiz; niem. Fötz) – wieś (Uertschaft) w południowym Luksemburgu, w kantonie Esch-sur-Alzette, w gminie Mondercange. Do 3 października 2015 miejscowość leżała w dystrykcie Luksemburg. Liczy 614 mieszkańców (1 stycznia 2023).